# Rajd San Remo 2010
Rezultaty Rajdu San Remo (52. Rallye Sanremo 2010), eliminacji Intercontinental Rally Challenge w 2010 roku, który odbył się w dniach 23 września - 25 września. Była to dziesiąta runda IRC w tamtym roku oraz szósta asfaltowa, a także szósta w mistrzostwach Włoch. Bazą rajdu było miasto San Remo. Zwycięzcami rajdu została włoska załoga Paolo Andreucci i Anna Andreussi jadąca Peugeotem 207 S2000. Wyprzedzili oni Finów Juho Hänninena i Mikko Markkulę w Škodzie Fabii S2000 oraz Belgów Freddy’ego Loixa i Fréderica Miclotte'a także jadących Škodą Fabią S2000.
Rajdu nie ukończyło 41 kierowców. Na 1. odcinku specjalnym wypadek miał Norweg Andreas Mikkelsen (Ford Fiesta S2000), na 5. odcinku specjalnym - Włoch Umberto Scandola (Ford Fiesta S2000), a na 7. odcinku specjalnym - Brytyjczyk Guy Wilks (Škoda Fabia S2000). Z rajdu odpadli również między innymi: Włoch Rudy Michelini (Peugeot 207 S2000, 8. oes), Brazylijczyk Daniel Oliveira (Peugeot 207 S2000, 1. oes), Brytyjczyk Niall McShea (Proton Satria Neo S2000), Francuz Pierre Campana (Renault Clio R3, 7. oes) czy Włoch Andrea Dallavilla (Renault Clio R3, 8. oes).

## Klasyfikacja ostateczna
| Miejsce                             | Zawodnik                 | Pilot                    | Samochód                  | Czas                     | Strata                   | Punkty                   |
| IRC (punktowane pozycje)            | IRC (punktowane pozycje) | IRC (punktowane pozycje) | IRC (punktowane pozycje)  | IRC (punktowane pozycje) | IRC (punktowane pozycje) | IRC (punktowane pozycje) |
| ----------------------------------- | ------------------------ | ------------------------ | ------------------------- | ------------------------ | ------------------------ | ------------------------ |
| 1.                                  | Paolo Andreucci          | Anna Andreussi           | Peugeot 207 S2000         | 2:35:32.7                |                          | 10                       |
| 2.                                  | Juho Hänninen            | Mikko Markkula           | Škoda Fabia S2000         | 2:35:37.1                | +4.4                     | 8                        |
| 3.                                  | Freddy Loix              | Fréderic Miclotte        | Škoda Fabia S2000         | 2:36:06.8                | +34.1                    | 6                        |
| 4.                                  | Kris Meeke               | Paul Nagle               | Peugeot 207 S2000         | 2:36:11.0                | +38.3                    | 5                        |
| 5.                                  | Luca Rossetti            | Matteo Chiarcossi        | Abarth Grande Punto S2000 | 2:36:53.7                | +1:21.0                  | 4                        |
| 6.                                  | Jan Kopecký              | Petr Starý               | Škoda Fabia S2000         | 2:37:32.6                | +1:59.9                  | 3                        |
| 7.                                  | Giandomenico Basso       | Mitia Dotta              | Abarth Grande Punto S2000 | 2:37:50.6                | +2:17.9                  | 2                        |
| 8.                                  | Thierry Neuville         | Nicolas Klinger          | Peugeot 207 S2000         | 2:38:07.7                | +2:35.0                  | 1                        |
| Mistrzostwa Włoch (pierwsza trójka) |                          |                          |                           |                          |                          |                          |
| 1. (1.)                             | Paolo Andreucci          | Anna Andreussi           | Peugeot 207 S2000         | 2:35:32.7                |                          | 10                       |
| 2. (2.)                             | Juho Hänninen            | Mikko Markkula           | Škoda Fabia S2000         | 2:35:37.1                | +4.4                     | 8                        |
| 3. (3.)                             | Freddy Loix              | Fréderic Miclotte        | Škoda Fabia S2000         | 2:36:06.8                | +34.1                    | 6                        |

## Zwycięzcy odcinków specjalnych
| Dzień      | Odcinek | G. rozp. | Nazwa       | Długość | Zwycięzca                     | Czas    | Lider rajdu        |
| ---------- | ------- | -------- | ----------- | ------- | ----------------------------- | ------- | ------------------ |
| 1 (24 WRZ) | SS1     | 13:34    | Coldirodi 1 | 12.92km | Kris Meeke                    | 8:36.6  | Kris Meeke         |
| 1 (24 WRZ) | SS2     | 14:28    | Bignone 1   | 10.62km | Paolo Andreucci               | 7:05.6  | Kris Meeke         |
| 1 (24 WRZ) | SS3     | 16:34    | Coldirodi 2 | 12.92km | Kris Meeke                    | 8:39.5  | Kris Meeke         |
| 1 (24 WRZ) | SS4     | 16:56    | Apricale    | 17.53km | Paolo Andreucci               | 12:51.9 | Paolo Andreucci    |
| 1 (24 WRZ) | SS5     | 17:23    | Bignone 2   | 10.62km | Paolo Andreucci Luca Rossetti | 7:10.5  | Paolo Andreucci    |
| 1 (24 WRZ) | SS6     | 22:09    | Ronde       | 44.00km | Giandomenico Basso            | 31:07.7 | Giandomenico Basso |
| 2 (25 WRZ) | SS7     | 09:00    | Monte Ceppo | 29.56km | Juho Hänninen                 | 21:16.2 | Paolo Andreucci    |
| 2 (25 WRZ) | SS8     | 09:45    | Teglia 1    | 29.03km | Luca Rossetti                 | 20:23.5 | Paolo Andreucci    |
| 2 (25 WRZ) | SS9     | 13:00    | Bajardo     | 1.73km  | Juho Hänninen                 | 1:17.9  | Paolo Andreucci    |
| 2 (25 WRZ) | SS10    | 13:14    | Ceppo Short | 22.07km | Paolo Andreucci               | 15:44.9 | Paolo Andreucci    |
| 2 (25 WRZ) | SS11    | 13:50    | Teglia 2    | 29.03km | Freddy Loix                   | 20:06.3 | Paolo Andreucci    |